# Ида (станция)
Ида — железнодорожная станция ведомственной Монзенской железной дороги. Названа по одноимённому посёлку. Конечный пункт регулярного пассажирского сообщения по Монзенской железной дороге.

## История
К 1960-м старые лесозаготовительные пункты Монзенской железной дороги были закрыты, несмотря на то, что запасов древесины хватало ещё на десятки лет. В связи с этим было принято решение продлить железную дорогу от Гремячего (станция открыта в 1961 году) к новым Карицкому лесопункту и Курьяновскому нижнему складу. К 1968 году железная дорога была доведена до новопостроенного посёлка Ида, и станция была открыта. Вскоре к нижнему складу Иды была продлена Верёговская узкоколейная железная дорога, и верёговский лес стал перегружаться на Монзенскую железную дорогу.

## Описание станции
Станция состоит из 4 путей, из которых активно используются только 3. Складов леса на территории станции нет. Рядом с путями расположено здание ДС — одно из самых крупных на железной дороге, имеющее даже зал ожидания.

## Деятельность
Станция является транзитной для грузовых поездов, идущих с лесом из Куножа и Юзы. Также по станции производится оборот пассажирского поезда (отстоя по расписанию не предусмотрено).

### Расписание поездов
| № поезда | Периодичность курсирования     | Маршрут       | Время |
| -------- | ------------------------------ | ------------- | ----- |
| 102      | Понедельник, четверг, выходные | Ида — Вохтога | 1:41  |

Также по заявкам местных жителей организуется рабочий поезд Гремячий — Кунож.

## Интересные факты
После Иды строительство узкоколеек на лесозаготовках, прилегающих к Монзенской железной дороге, не предусматривалось, а заготовленный лес перевозили автотранспортом по грунтово-лесным автодорогам.